# Libro d'Ore di Étienne Chevalier
Il Libro d'ore di Étienne Chevalier è un codice miniato opera di Jean Fouquet, databile al 1452-1460, e attualmente suddiviso fra più musei (in ordine di consistenza delle parti): Museo Condé di Chantilly, British Library di Londra (Add. 37.421), Metropolitan Museum of Art di New York, Biblioteca nazionale di Francia di Parigi (Lat 1416), Departement des Arts graphiques del Louvre di Parigi (RF 1679, MI 1093), Museo Marmottan di Parigi e Upton House di Bearsted. L'opera è considerata tra i capolavori di Fouquet e della miniatura del XV secolo in generale. Ogni pagina, in pergamena, misura 16,5x12 cm.

## Storia
Etienne Chevalier era tesoriere di Carlo VII, tra i più alti dignitari della corte reale. Fouquet, dopo il rientro dal viaggio in Italia (seconda metà del 1448), lavorò spesso per lui e gli altri aristocratici vicini al sovrano.
Il libro venne smembrato nel XVIII secolo.

## Descrizione e stile
L'opera fu altamente innovativa, per la scomparsa delle cornici tipiche della tradizione medievale, in favore di ampie scene a tutta pagina. Vi si trovano applicazioni di prospettiva, giochi di luce e colore, architetture ideali classiche e rappresentazioni dell'Antichità, oltre a un notevole realismo e capacità interpretativa di temi tradizionali.
Spesso le pagine miniate sono trattate a coppie di fogli, analogamente ai dittici. La scena di Etienne Chevalier in adorazione davanti alla Vergine col Bambino, riprende da vicino la composizione del Dittico di Melun, con molte citazioni testuali, anche se viene ambientata in uno spazio unico e continuo, un palazzo dorato che confina con l'ingresso di una chiesa dal sontuoso portale.
Nella scena dell'Adorazione dei Magi Carlo VII è raffigurato come uno dei re Magi, ben distinguibile per il cappello e gli abiti, oltre ai gigli di Francia sul tappeto. La presenza dei soldati simboleggia l'offerta dell'esercito francese a disposizione di Cristo. Sullo sfondo si vede una scena di battaglia tra francesi e inglesi, che ricorda la vittoria della guerra dei cent'anni, grazie all'aiuto divino.
La pagina dell'Annunciazione è ambientata nel coro di una cattedrale gotica, probabilmente la cattedrale di Bourges, rappresentato con precisione ed inondato dalla luce. Il punto di fuga della costruzione prospettica coincide con la statua di Mosè dietro l'altare, dove si trova anche una rappresentazione dell'Arca dell'Alleanza, che richiama il patto degli uomini con Dio.
Nella Discesa dello Spirito Santo, al Metropolitan Museum of Art di New York, è ambientata sulla riva della Senna, con un paesaggio fin troppo evidente che mostra la facciata della cattedrale di Notre-Dame di Parigi e il pont Saint-Michel. Tipicamente nordica è la raffigurazione dei diavoli che fuggono in cielo, scacciati dalla luce divina.
Nella scena dei Funerali di Etienne Chevalier, ambientati in un chiostro perfettamente scorciato in prospettiva, si vedono quattro monaci di altrettanti ordini mendicanti, che portano il feretro in chiesa, affiancati da una processione con stendardi che vede in prima fila un vescovo e uno straccione. Tra le torri che spuntano oltre l'architettura si vedono da sinistra una in stile italiano, una chiesa e un campanile inglese e le torri del palazzo del Louvre, forse a simboleggiare l'importanza politica e culturale del protagonista.